# バルベヤ科
バルベヤ科（バルベヤか、Barbeyaceae）は、双子葉植物の科で、アラビア半島南部とアフリカ東部の紅海沿岸部のみに分布する高木 Barbeya oleoides ただ1種からなる。属名は採集者であるWilliam Barbeyに由来する。発見当初はイラクサ科とされたが、その後ニレ科に移され、最終的に独立の単型科とされた。APG植物分類体系では、他の旧イラクサ目の植物とともに、バラ目の中に置かれている。
サウジアラビアの自生地では、乾燥させた根を小麦粉と混合し、家畜の消化促進剤として用いていた。